# Cunhagem

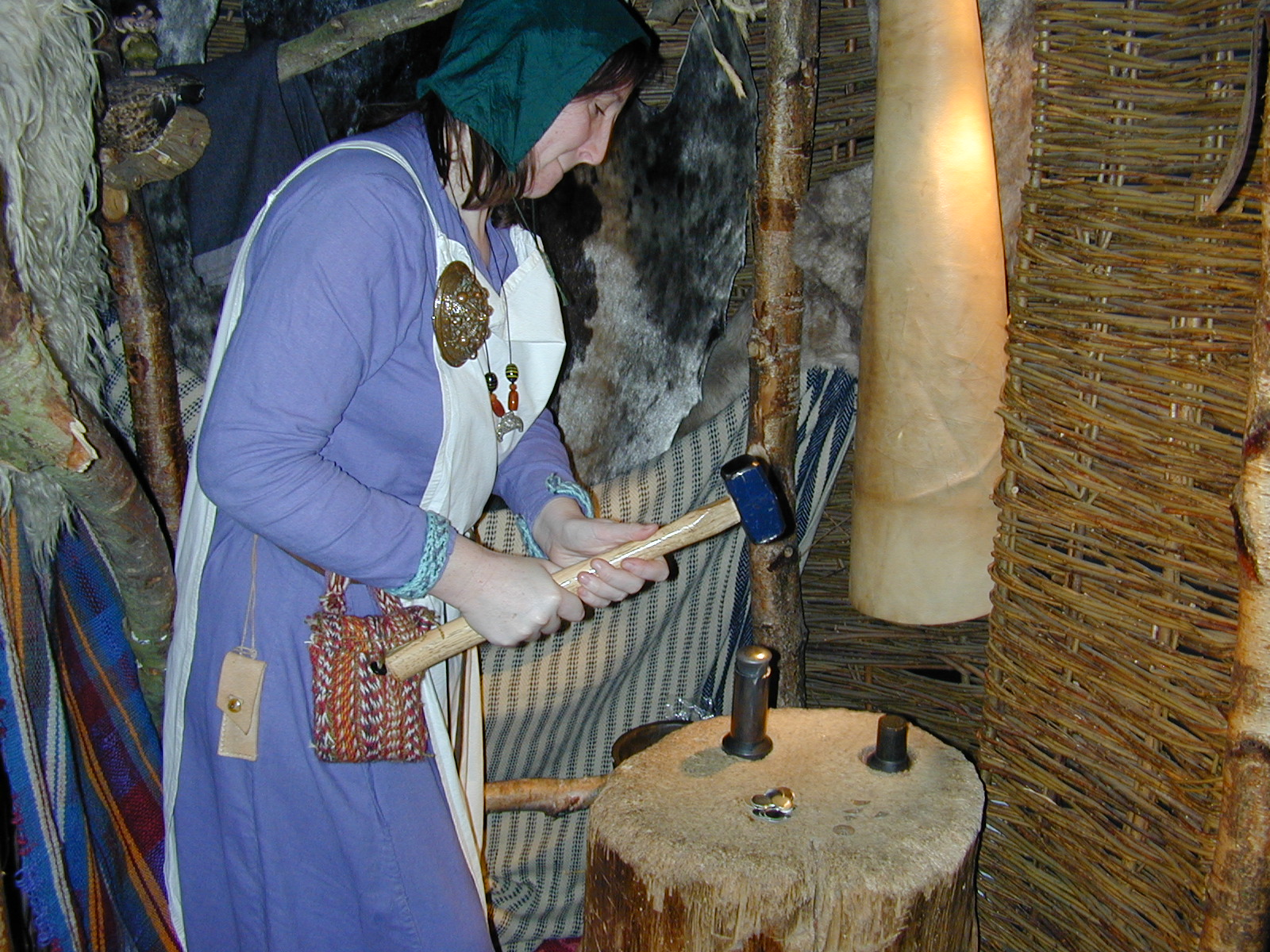
Cunhagem manual.

Cunhagem é o processo pelo qual as moedas passam para serem gravadas. Consiste em promover a estampagem de um desenho em uma ou ambas as faces de uma moeda, utilizando para tanto um cunho. 
Em Economia, "cunhagem" geralmente se refere ao custo total da produção da moeda metálica, geralmente a cargo das autoridades governamentais e de países com reservas disponíveis para tal. A palavra estrangeira seignorage (francês arcaico, referente ao moderno Seigneuriage), que significa em português "vantagem da cunhagem", faz referência à diferença [positiva] entre o valor de uma moeda e o custo de produzi-la, e pode ser usada como analogia moderna em relação à posição dos Estados Unidos como emissor do dólar americano, moeda-padrão usada nos negócios internacionais.  

## História da cunhagem
A história da cunhagem de moedas está muito ligada com a evolução dos métodos produtivos e das técnicas de metalurgia.

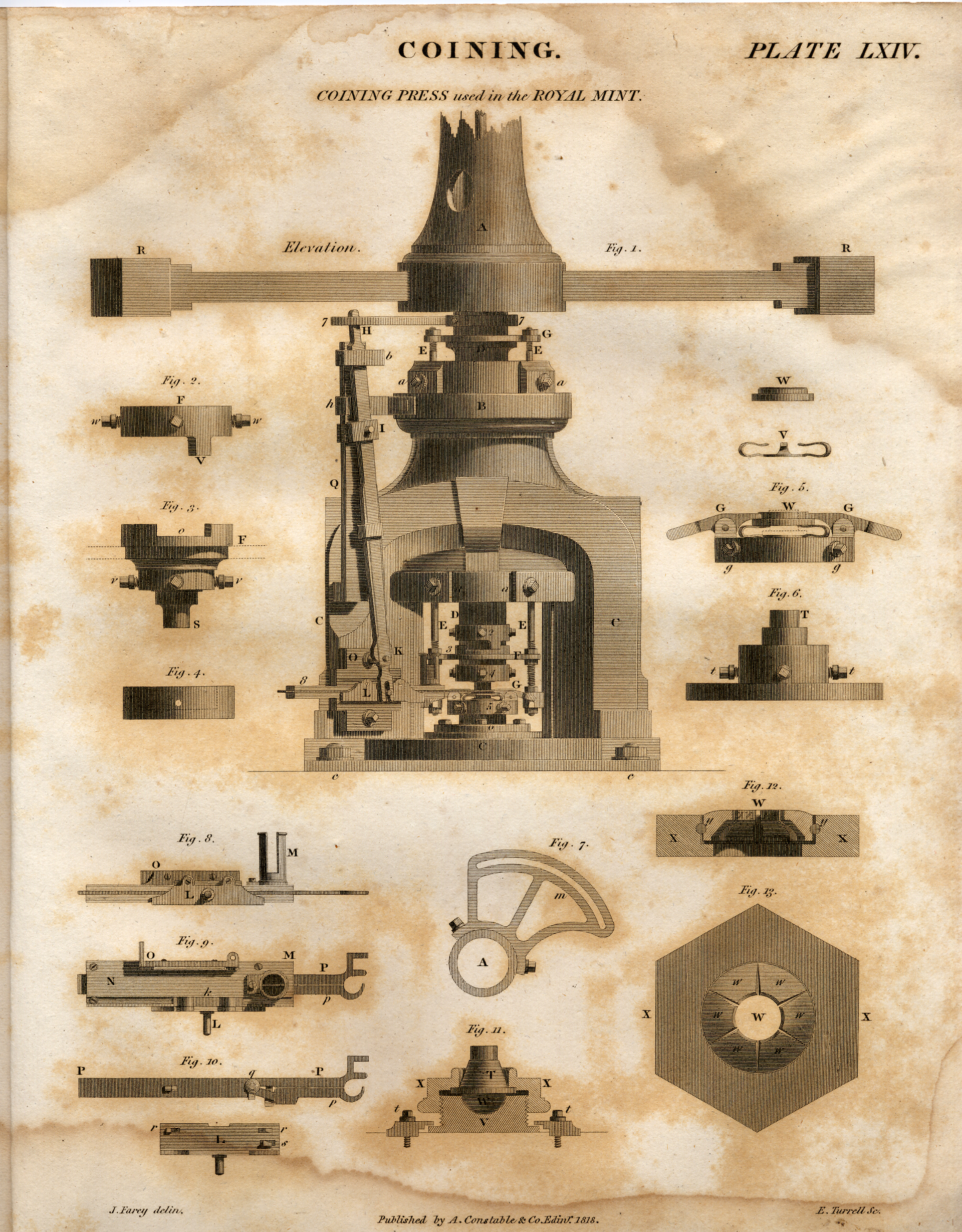
Esquema da prensa de balancim.

No início, as moedas eram cunhadas de forma artesanal. Para realizar a operação, o desenho a ser utilizado era gravado de forma "espelhada", em baixo relevo, em uma bigorna. Em seguida, o disco de metal, previamente aquecido, era pressionado sobre esta gravação com o auxilio de um punção, onde se aplicava a pressão necessária com um martelo, transferindo assim o desenho do cunho para o metal. Este processo produzia moedas com um desenho gravado em apenas uma das faces.
Num segundo momento, o punção onde se aplicava a pressão foi substituído por outro cunho (este, móvel; e gravado, como o cunho fixo). Este novo processo permitiu a cunhagem de moedas com gravações nas duas faces.
Este processo necessitava, porém, da força humana, o que tornava a produção de moedas uma atividade lenta.
Posteriormente, este processo foi melhorado com a introdução do balancim (século XVI), um tipo de prensa em que é possível fazer um esforço menor e produzir, no entanto, uma pressão maior e mais uniforme nos cunhos.
Já durante a Revolução Industrial, a cunhagem foi aprimorada com a introdução de prensas a vapor, e, posteriormente, prensas elétricas.